# Rue du Nord-Belge
La rue du Nord-Belge est une rue faisant partie du quartier administratif du Longdoz à Liège en Belgique.

## Odonymie

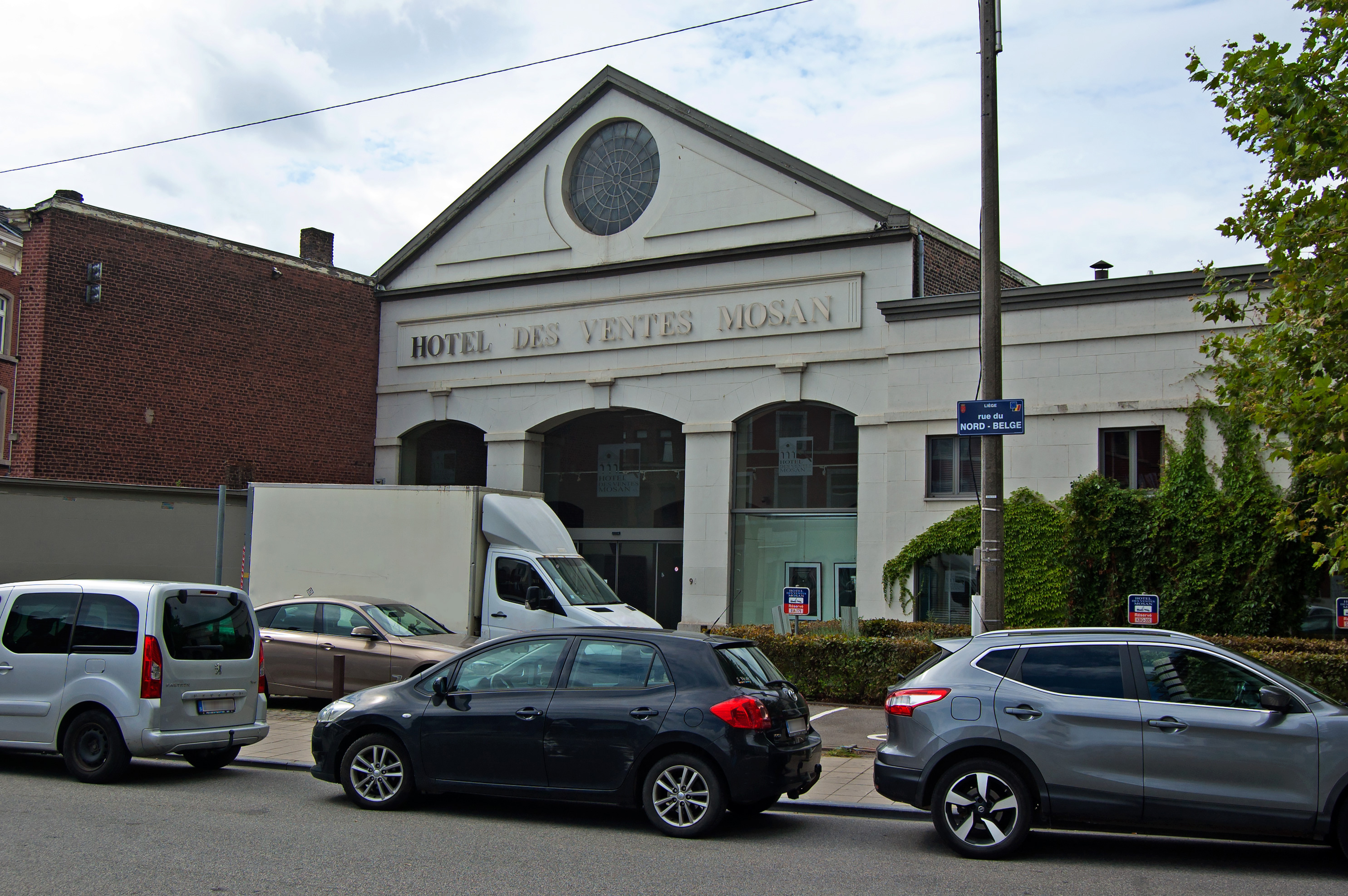
Bâtiment de l'Hotêl des Ventes Mosan.

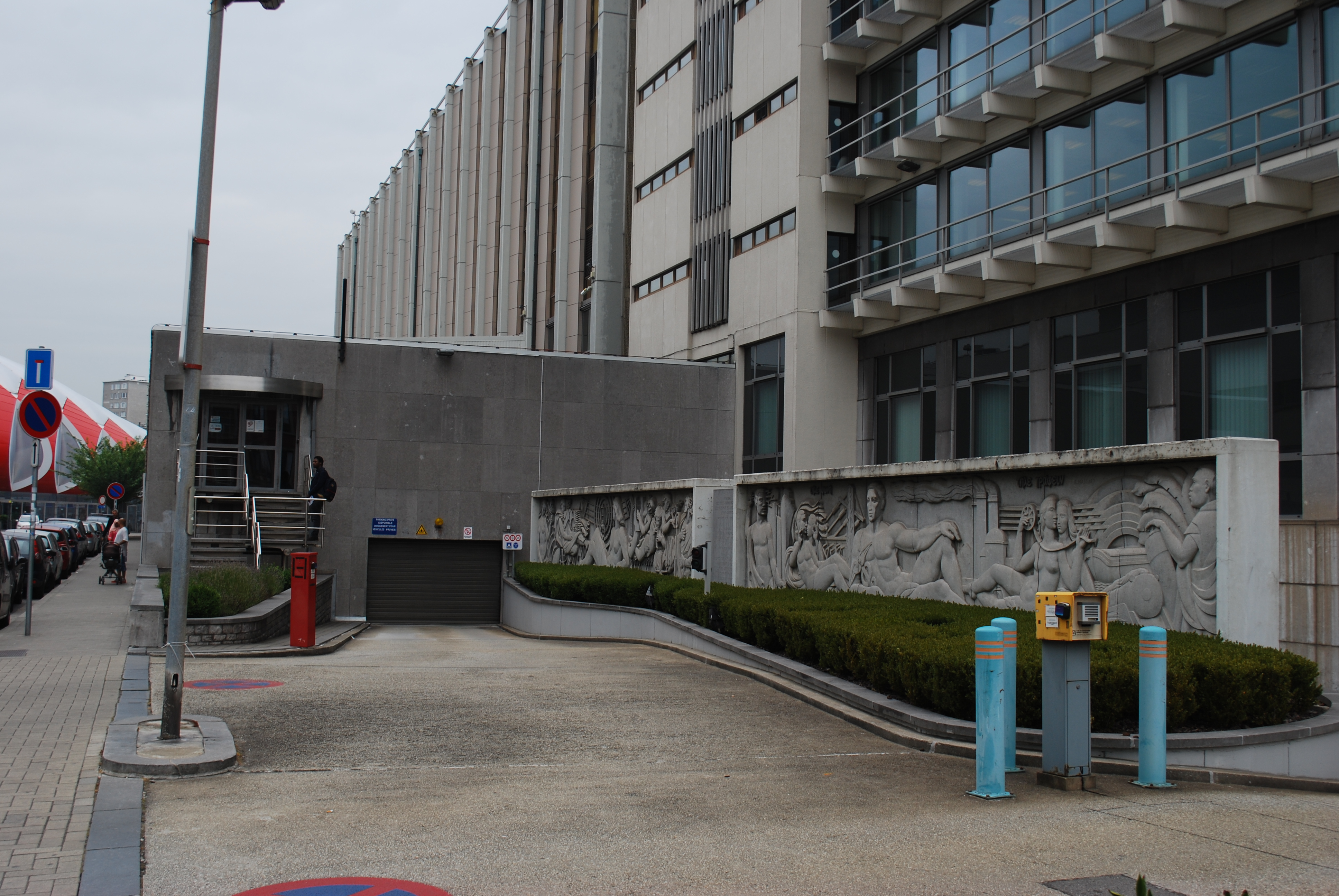
Bas-relief de Dupont et Massart.

La rue fait référence à la Compagnie du Nord - Belge, exploitant de l'ancienne gare de Liège-Longdoz dont le site bordait la rue.

## Description
La rue était à l'origine la section méridionale de la rue d'Harscamp, sectionnée lors de la construction du centre commercial Médiacité en 2009.
Au no 9 (anciennement no 66 rue d'Harscamp) se trouve un ancien bâtiment industriel abritant l'Hôtel des Ventes Mosan depuis 2000.
Au no 6 se situe un bâtiment de Proximus au pied duquel se trouve un bas-relief de 1951 par Louis Dupont et Robert Massart. Installé en 1995, il provient de la façade de l'hôtel des télégraphes et des téléphones rue de l'Université.

## Voies adjacentes
- Rue Latour
- Rue Dothée
- Rue Natalis